# چرخاب جنوبی اقیانوس آرام

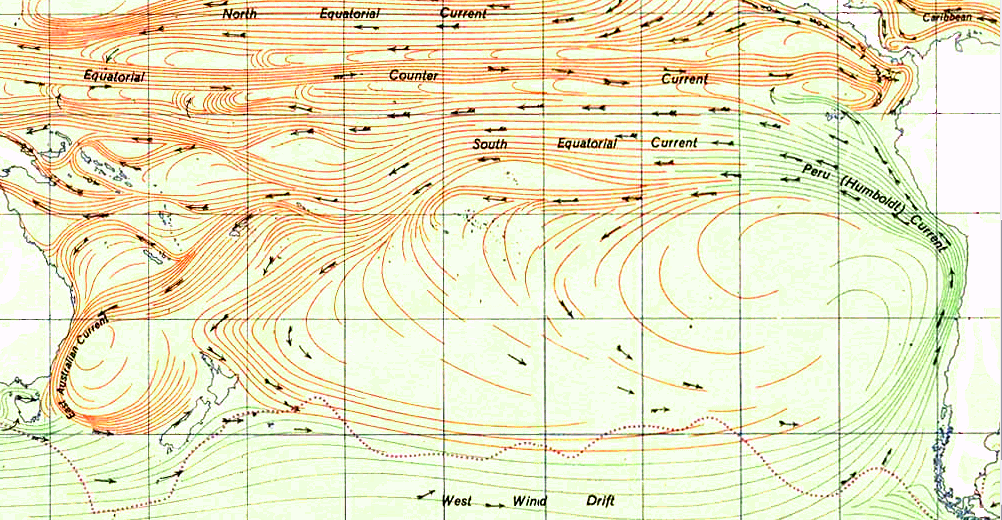
چرخاب جنوبی اقیانوس آرام

چرخاب جنوبی اقیانوس آرام (به انگلیسی: South Pacific Gyre) ، در اقیانوس آرام قرار گرفته و یکی از پنج چرخاب اصلی می‌باشد.
این چرخاب از جنوب به جریان پیراقطبی جنوبگان، از شرق به آمریکای جنوبی، از غرب به استرالیا و از شمال به خط استوا محدود می‌شود.
مرکز چرخاب جنوبی اقیانوس آرام دورترین نقاط از سواحل و از نقاطی با کمترین تعداد آبزی و بزرگترین بیابان اقیانوسی زمین دانسته می‌شود.